# Markéta Jeřábková
Markéta Jeřábková (* 8. února 1996 Plzeň) je česká házenkářka hrající na pozici levé spojky a reprezentantka.

## Životopis
Jejím otcem je bývalý prvoligový fotbalista Jaroslav Jeřábek (Škoda Plzeň, Bohemians Praha, Zbrojovka Brno). Bratr Jakub Jeřábek je hokejový reprezentant, který se v sezóně 2016/2017 stal hráčem ruského klubu Viťaz Podolsk v KHL.
Markéta Jeřábková je odchovankyní plzeňské házené. Vyrůstala pod trenérským vedením Libuše Škvařilové v klubu HC Plzeň. V dorosteneckém věku se vydala do klubu DHK Baník Most.

## Kariéra
Jako členka HC Plzeň se na Mistrovství Evropy dorostenek 2012 stala nejlepší střelkyní turnaje a zároveň se probojovala do All-star teamu. Následující sezóny již strávila v dresu mosteckých Černých andělů. Po Mistrovství světa 2017 odešla do Maďarska, kde se stala hráčkou Érd NK. Po necelých dvou sezónách zamířila do bundesligového Thüringeru HC, v němž také nastupovala reprezentační spoluhráčka Iveta Korešová.

## Účasti
- účast na Mistrovství světa v házené žen – MS 2017 (Německo)
- účast na Mistrovství Evropy v házené žen – ME 2016 (Švédsko), ME 2018 (Francie), ME 2020 (Dánsko)
- nejlepší hráčka čtvrtfinálového zápasu mistrovství Světa 2017 ČR–Rumunsko 28–27